# Máximo Villafañe
Máximo Manuel Jorge Villafañe (Argentina, 1978) es un entrenador argentino de fútbol y se encuentra sin equipo.

## Trayectoria

### Inicios
Su carrera inició como preparador físico y coordinador de las categorías formativas en los clubes: Argentinos Juniors, Rosario Central y la Academia de Jorge Griffa. Además formó parte del proyecto del Fútbol Club Barcelona de España en Argentina llamado división scouting, en la que se encargaba de observar nuevos talentos del fútbol. Dicha experiencia lo llevaría a tener su primer roce internacional en Ecuador como asistente técnico en los clubes Deportivo Cuenca, Universidad Católica y Barcelona SC.

### Etapa en Sociedad Deportiva Aucas
En el 2018 fue el asistente técnico de su compatriota Luis Soler en SD Aucas, después fue nombrado el entrenador de las divisiones formativas.
El 11 de diciembre de 2019 tras la salida del entrenador oriental, el español Gabriel Schurrer (que salió del equipo tras no clasificar a la final del Campeonato Ecuatoriano) es asignado como el entrenador del equipo principal, siendo esta su primera experiencia en un equipo de primera división.

## Clubes
| Club     | País    | Año               |
| -------- | ------- | ----------------- |
| SD Aucas | Ecuador | 2020 - Actualidad |